# Tooold
“tooold”一词源于中国高校bbs的笑话讨论版块，用来讽刺内容过时的发帖。由于历届论坛版务反对这样此类做法,并且对使用tooold回复的行为进行了打击，部分用户创造出了使用委婉语来替代使用tooold进行回复的方式。

豆瓣“Tooold”小组
1. ↑  .   [2015-03-06]. （原始内容存档于2015-04-02）.